# Hands On Scooter
A Hands On Scooter egy 2009-ben megjelent nagylemez, melyen jobbára német előadók dolgozták fel saját stílusukban a Scooter általuk is kedvelt számait. Az összeállítás egy része már 2008-ban megjelent, a Jumping All Over The World – Whatever You Want nagylemez első CD-jének végén. A lemez beharangozásaképpen pedig videóklippel együtt kiadták róla Sido "Beweg Dein Arsch" című szerzeményét.
Az album megjelenése már 2006 eleje óta tervbe volt véve, de közel három évig semmit nem lehetett róla tudni. A megjelent végeredmény is többnyire negatív kritikákat kapott a rajongók részéről.
A 2017-ben kiadott "100% Scooter – 25 Years Wild & Wicked" válogatáskiadvány extra limitált kiadásában ennek az albumnak egyes számai találhatóak meg, mégpedig kazettán.

## Számok
1. Scooter vs. Status Quo – Jump That Rock! (Whatever You Want)
2. Bloodhound Gang – Weekend!
3. K.I.Z. – Was Kostet Der Fisch?
4. Sido – Beweg Dein Arsch!
5. Modeselektor feat. Otto Von Schirach – Hyper Hyper
6. Jan Delay & Moonbootica – I'm Raving
7. Andreas Dorau – Aiii Shot The DJ
8. Klostertaler – Friends
9. Knorkator – Faster Harder Scooter
10. Turntable Rocker – I'm Raving
11. Alexander Marcus – Nessaja
12. RAF & Superdefekt feat. Schorsch Kamerun – Sexzwerg (Ich Schwirre)